# Burg Saint-Sauveur-de-Cruzières
Die Burg Saint-Sauveur-de-Cruzières (französisch Château de Saint-Sauveur-de-Cruzières oder auch Château de St. Sauveur de Cruzières) ist eine Burganlage über dem Ort Saint-Sauveur-de-Cruzières im Département Ardèche in Frankreich. Sie  wird im Volksmund auch La Tour de Cruzières (deutsch der Turm)  genannt.

## Burganlage
Die Anfänge der Burganlage gehen bis in die gallo-römischen Epoche zurück, als die an dieser Stelle befindliche Mineralwasserquelle an eine Zisterne angeschlossen wurde, welche die im Tal liegenden römischen Villen versorgte. Schon aus ur- und frühgeschichtlicher Zeit ist eine Besiedlung um die Quelle herum belegt, und die Zisterne gilt auch als ausschlaggebendes Kriterium für die Gründung der Burg an dieser Stelle.

### Mittelalter
Die Burganlage wurde im 12. Jahrhundert mit einem Blick auf die gegenüberliegende Katharerburg, die heute zerstört und nur noch als Ruine zu sehen ist, von den Tempelrittern erbaut. Nachdem der Orden verboten worden war, ging die Burg in dem Besitz der Kirche über. Im 14. Jahrhundert wurde sie zur Priorei unter dem ersten urkundlich erwähnten Propst Raimond Raphael.

### Templerburg in der Neuzeit
Nach der Französischen Revolution wurde die Burganlage mehrfach zerstört und (teilweise) wieder aufgebaut. Die Burg befindet sich heute in Privatbesitz. Nach umfassenden Renovierungsarbeiten kann sie als Urlaubsdomizil gemietet werden.